# Lougsi
Lougsi, parfois orthographié Louksi, est une localité située dans le département de Tanghin-Dassouri de la province du Kadiogo dans la région Centre au Burkina Faso.

## Géographie
Lougsi est situé à 7 km au sud-est de Tanghin-Dassouri, le chef-lieu du département, et à 20 km de celui de Ouagadougou.
Le village est à 7 km au sud-est de la route nationale 1.

## Économie
L'économie de Lougsi repose notamment sur l'activité de son important marché local (avec une aire d'abattoir).

## Santé et éducation
Lougsi accueille un centre de santé et de promotion sociale (CSPS) tandis que le centre médical (CM) se trouve à Tanghin-Dassouri et que les hôpitaux sont à Ouagadougou.
Le village possède une école primaire publique.

## Religion
Le village accueille le couvent de la Communauté des Sœurs dominicaines de la Présentation et leur église, ainsi qu'une mosquée.